# Halbmeilensee
Der Halbmeilensee (auch Halbmeilen-See, Halbe Meile See) ist ein Naturdenkmal in der Gemarkung des Volkacher Ortsteils Rimbach in Bayern. Der See war lange Zeit Teil des ausgedehnten Allmendelandes der Gemeinden Dimbach, Eichfeld, Rimbach und Volkach.

## Geografische Lage
Der Halbmeilensee liegt im äußersten Südwesten der Gemarkung Rimbach der unterfränkischen Stadt Volkach. Im Norden führt die Staatsstraße St 2260 in einiger Entfernung am See vorbei. Sie trennt den Halbmeilensee vom weiter nordöstlich gelegenen Rotenbachsee. Im Westen beginnt die Gemarkung von Eichfeld, die Waldabteilung Hut liegt dem See am nächsten. Der See wird vom Rotenbach und dem Halbmeilenbach gespeist, die beide im Südwesten in die Sommerach münden. Unmittelbar westlich des Sees befindet sich die Mainfranken-Kaserne.

## Geschichte
Beim Halbmeilensee handelt es sich wohl um ein natürliches Gewässer. Er bestand bereits in der menschlichen Urgeschichte und die Umgebung wurde früh besiedelt. So konnten im Nordwesten des Sees einige Funde ausgegraben werden, die auf diese menschliche Besiedlung hinweisen. Die Bauern der jungsteinzeitlichen Kultur der Bandkeramiker nutzten einen Pflugkeil aus Amphibolit, der nahe dem See ausgegraben wurde.
Im Mittelalter verlief am See vermutlich ein alter Heerweg. Ein weiterer Weg kam von Sommerach und zog sich im Westen des Sees entlang in Richtung Eichfeld. In unmittelbarer Nähe des Sees gab es bis in die Frühe Neuzeit das Dorf Ulberg, das heute wüst ist. Der Halbmeilensee war allerdings nicht Teil der Ulberger Gemarkung, sondern lag zunächst in der Großmark Volkach. Allerdings verortete man die sagenhafte Oeleburg am See. Das Flurstück Halbe Meile präsentierte sich im 6. und 7. Jahrhundert als Waldgebiet, lediglich um den See gab es Rodungsinseln.
Während des Mittelalters war der Ort Allmendeplatz für die Tiere aus den umgebenden Dörfern. Der See und seine Umgebung waren kein Teil einer Gemarkung. Dies belegen Streitigkeiten der Dörfer Volkach, Dimbach, Rimbach, Eichfeld und Strehlhof um die genauen Abgrenzungen dieser Allmende. Erst ein Schiedsspruch des Würzburger Fürstbischofs Konrad III. von Bibra im Jahr 1540 legte den Streit bei. Der See und die Flur blieben weiterhin Allmendeland.
Das nahe Dorf Ulberg wurde bis in die Mitte des 17. Jahrhunderts verlassen und die Gemarkung des Dorfes fiel an die Stadt Volkach. Während der ganzen Frühen Neuzeit versuchte wiederum Volkach, den Allmendesee in sein Gebiet einzugliedern, scheiterte jedoch. Allerdings war der See nun Teil des hochstiftischen Amtes Volkach. Wahrscheinlich kam der Halbmeilensee zu Beginn des 19. Jahrhunderts zur Gemarkung von Eichfeld.
Am 21. Oktober 1824 gingen die Gemeinden Eichfeld und Volkach einen Kompromiss ein. Der See war nun Teil der Stadt Volkach. Im Jahr 1825 legte das nahegelegene Herrschaftsgericht Wiesentheid Protest gegen diese Entscheidung ein. Am 23. August 1861 erhielt die Gemeinde Rimbach den See und das Flurstück Halbe Meile. Mit dem Bau der Mainfranken-Kaserne Mitte der 1980er Jahre entstanden in der Umgebung des Sees Übungsflächen und ein Munitionsdepot. Im Jahr 2015 wurde ein Krötentunnel unter der Staatsstraße St 2260 zwischen dem Halbmeilensee und dem Rotenbachsee gebaut.

## Flora und Fauna
Im Halbmeilensee, der im Keupergebiet um den Main liegt, wurden viele Pflanzen ausgemacht, die typisch für die flachen, stehenden Gewässer in Mainfranken sind. Charakteristisch ist der sogenannte Kalmus (Acorus calamus) am Uferrand. In der Ufergegend sind Individuen der Arten Ufer-Wolfstrapp (Lycopus europaeus), Wasser-Schwaden (Glyceria maxima), Sumpf-Schwertlilie (Iris pseudacorus), Ästiger Igelkolben (Sparganium erectum) beheimatet.
Im Seichtwasser ist das Gewöhnliche Pfeilkraut (Sagittaria sagittifolia) zu finden, während um den See Gräser der Gattung Poa und die Geflügelte Braunwurz (Scrophularia umbrosa) wachsen. Begleitet werden die Pflanzen vom Gewöhnlichen Blutweiderich (Lythrum salicaria), vom Froschbiss (Hydrocharis morsus-ranae), vom Rauen Hornblatt (Ceratophyllum demersum), von der Gelben Teichrose (Nuphar lutea), von der Kleinen Wasserlinse (Lemna minor), vom Bittersüßen Nachtschatten (Solanum dulcamara), von der Echten Zaunwinde (Calystagia sepium) und der Rossminze (Mentha longifolia).
Der See hat eine Länge von knapp einem Kilometer. Noch im 19. Jahrhundert wies der Halbmeilensee einen reichen Fischbestand auf. Typisch sind heute die sogenannten Zwergtaucher (Tachybaptus ruficollis), die um den See herum brüten. Viele Amphibien bewohnen den See. So machten die vielen Erdkröten (Bufo bufo) einen Krötentunnel unter der nahegelegenen Staatsstraße nötig. Seltener kommen Grasfrösche (Rana temporaria), Teichmolche (Lissotriton vulgaris), Grünfrösche (Pelophylax „esculentus“), Laubfrösche und Knoblauchkröten (Pelobates fuscus) vor.